# Pylodictis olivaris
Pylodictis olivaris – gatunek słodkowodnej ryby sumokształtnej z rodziny sumikowatych (Ictaluridae), jedyny przedstawiciel rodzaju Pylodictis. Jest jednym z największych (wraz z Ictalurus furcatus) przedstawicieli tej rodziny.
Występuje w Ameryce Północnej. Celowo introdukowany w wielu rzekach, w niektórych stał się gatunkiem inwazyjnym. Dorasta do 155 cm długości całkowitej i masy 55 kg. Młode żywią się wodnymi owadami.
Gatunek poławiany przez wędkarzy. Prezentowany w akwariach publicznych.